# هنري توماس
هنري توماس (Henri Thomas)، كاتب وشاعر وكاتب مقالات وروائي ومترجم فرنسي ( 1912-1993 )
حصل على جائزة فيمينا الأدبية في عام 1961.

## مذكراته
قامت دار نشر غاليمار الفرنسية جزءاً من مذكراته لم ينشر من قبل ويقع في 282 صفحة.
تتعلق المذكرات بثلاث سنوات في حياة الكاتب وهي أعوام 1947 و1950 و1951 ، كم تتعلق بموضوع حساس للغاية وهو مسألة الزواج والحب ، ففي عام 1947 توجه هنري توماس إلى لندن في أعقاب مرض زوجته الأولى بمرض عقلي وتعرف على سيدة أخرى أصبحت فيما بعد زوجته الثانية وهي جاكلين لوبيجك ويتناول الكاتب بالتحليل للمشاعر المتباينة في مثل تلك العلاقات ، كما يتناول موضوع الزواج وأهمية الرجل.

## أعماله الروائية
- ليلة في لندن 1956
- مذاق الخلود 1990

## روابط خارجية
- هنري توماس على موقع IMDb (الإنجليزية)
- هنري توماس على موقع مونزينجر (الألمانية)